# Почтовая станция (Балаши)
Почтовая станция — историческое здание на станции Балаши Пустошкинского района Псковской области. Расположена на автодороге Р23, в 1,34 км от деревни Ночлегово. Объект культурного наследия России регионального значения.
Входит в комплекс почтовых станций шоссе Петербург—Киев, построенных в 1840—1850-х годах по типовому проекту. На участке Опочка—Невель аналогичные станции третьего разряда выстроены в деревнях Звоны, Заречье, Линец и в городе Невель. До 1917 года служила почтовой станцией, позднее использовалась под жильё. По состоянию на 2023 год здание не используется, в аварийном состоянии.

## История

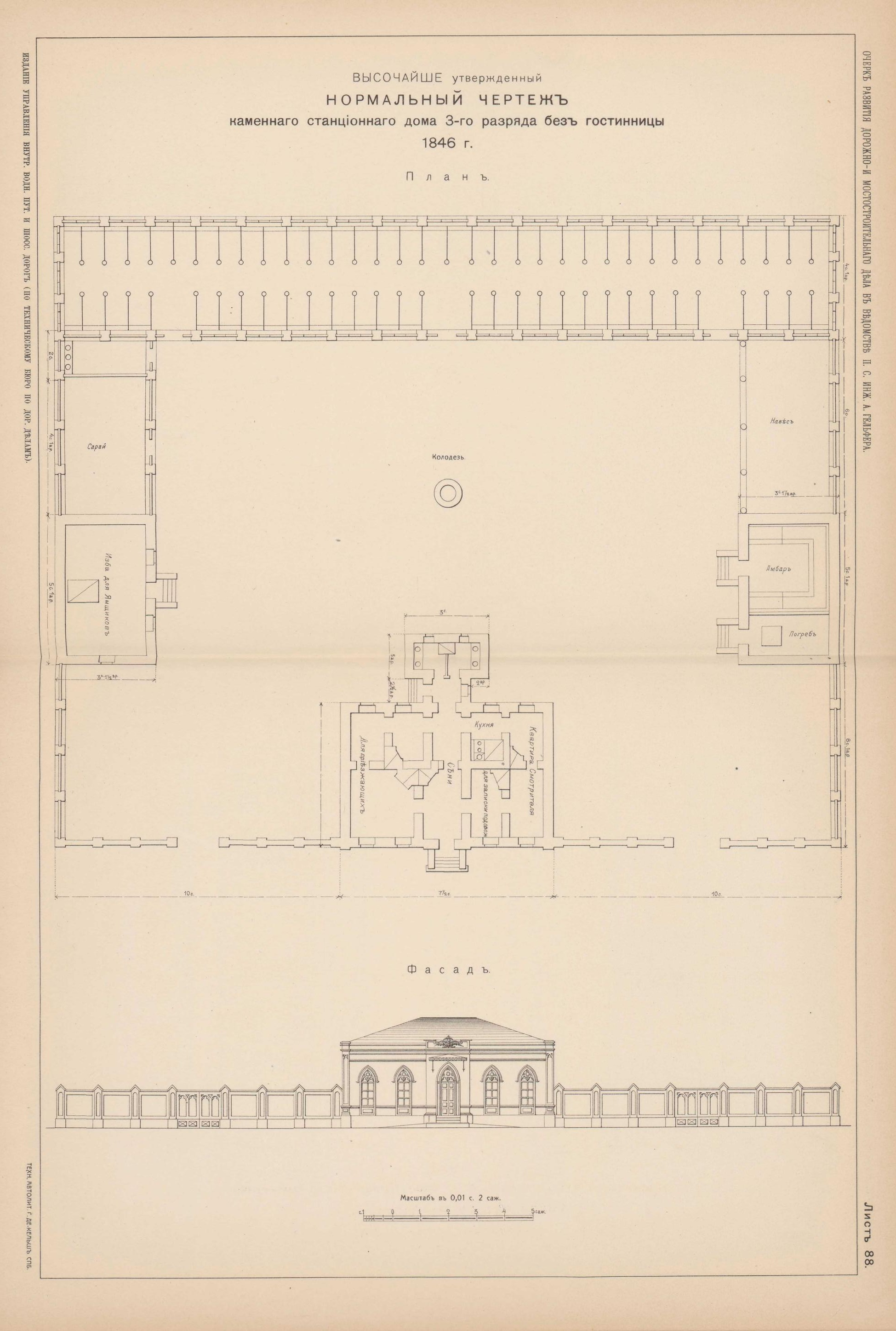
Образцовый проект почтовой станции III класса, 1846 год

В 1840-х годах шоссе Петербург—Киев с целью спрямления было проложено частично по новой трассе. Трасса была разбита на «прогоны» по 20—25 вёрст, на границах которых строились почтовые станции. Здесь предъявлялись подорожные, оплачивались последующие прогоны, менялись лошади, предоставлялся ночлег и т. д. На участке между Опочкой и Невелем были построены новые почтовые станции — в Опочке, Звонах, Балашах, Заречье, Линце, Усть-Долыссе и Невеле. Из них только опочецкая и долысская, как наиболее важные, были выполнены по проекту станций второго разряда, все остальные станции были третьего (низшего) разряда. Строительство велось по типовому проекту почтовых станций, изданному в 1846 году, и являющемуся развитием типового проекта
1843 года. Для всех станций был принят единый вариант оформления главного фасада — в «готическом» стиле.
Почтовые станции строились за казённый счёт (стоимость некоторых станций доходила до 30 тыс. рублей):256 и принимались в эксплуатацию Почтовым ведомством, которое направляло офицера для осмотра почтовых станов и архитектора. Почтовое ведомство полностью оснащало станции всем необходимым. На каждую станцию государство ежегодно выделяло небольшую сумму денег на «мелочный» ремонт. По свидетельству К. К. Случевского, совершившего несколько поездок по Киевскому шоссе в свите великого князя Владимира Александровича в конце XIX века, почтовые станции были «отнюдь не худшими многих вокзалов наших железных дорог»:254.
Балашовская почтовая станция, построенная в 1850-х годах, относилась к третьему разряду станций. Это была первая станция Витебской губернии по дороге из Опочки в Невель. Она занимала квадратный участок, на котором вдоль лицевой стороны располагался станционный дом и, симметрично по сторонам, — двое ворот в кирпичной ограде. Набор помещений станционного дома составляли залы для приезжающих, квартира смотрителя с кухней, комната для записи подорожных и туалеты в дворовой пристройке. Все служебные и хозяйственные постройки были объединены под общей крышей и располагались вдоль боковых и тыловой границ участка станции. Слева — изба для ямщиков, сарай, туалет для ямщиков, справа — погреб, амбар, навес для экипажей. Кровля станционного дома была из листового железа, хозяйственные службы и флигеля покрывались гонтом. Замыкала двор длинная конюшня. Конюшня была полукаменной, стойловые места были выгорожены деревянными перегородками. Количество стойловых мест было кратно количеству троек. Посреди двора был устроен колодец. Двор со всех сторон окружала ограда в виде каре. Железные решётчатые ворота были украшены орлами с длинными узкими крыльями.
По состоянию на 1863 год к почтовой станции было приписано 47 лошадей, в 1870 — 10, в 1880 – 9. В почтовых дорожниках за 1906 и 1915 годы отмечено, что количество лошадей не нормировано, станция содержалась по системе вольных почт без получения платы от земства. Содержатель станции не получал никакого пособия и обязывался выставлять такое количество лошадей, чтобы не было задержки ни в пересылке почты, ни для проезжающих. При этом размер прогонных денег для вольных почт был выше (4 коп. за версту и лошадь), чем для станций, отдаваемых в содержание по нормальным кондициям (3 коп.). С открытием в 1910-х годах автобусного движения на участке Киевского шоссе между Островом и Пустошкой на станциях появились бочки с бензином для заправки автобусов.
На станции принималась «всякого рода почтовая корреспонденция», в справочнике 1907 года указано действующее почтовое отделение в Балашово.
19 июня 1894 года на станции для смены лошадей останавливался великий князь Владимир Александрович со свитой, следовавший из Опочки в Невель. 
Николай Волков-Муромцев, внук П. А. Гейдена, в своих воспоминаниях описывает как в конце 1900-х годов он с семьёй останавливался на станции: «Станционный смотритель с женой поставили самовар и мы пили чай».
Судьба здания после 1917 года неизвестна. Вероятнее всего, его использовали под жильё. К началу 2000-х годов находилось на балансе местного дорожного ремонтно-строительного предприятия (ГДРСП). В 1998 году постановлением Псковского областного Собрания депутатов здание почтовой станции включено в реестр памятников культурного наследия регионального значения.
По состоянию на 2023 год здание не используется, находится в аварийном состоянии. В 2024 году Комитет по управлению государственным имуществом Псковской области неоднократно проводил конкурс на продажу здания почтовой станции за 1 руб. с обязательством собственника по восстановлению объекта. Из-за отсутствия заявок все конкурсы признаны несостоявшимися.

## Описание
Почтовая станция расположена на трассе Санкт-Петербург—Киев, вблизи поворота на деревню Балашово, с южной стороны дороги. Комплекс сооружений включает станционный дом, расположенный по центральной оси участка и ориентированный вдоль шоссе, каменную ограду с двумя симметрично расположенными относительно центральной оси воротами и служебные постройки вдоль боковых границ участка (по состоянию на 2023 год сохранилась одна кирпичная служебная постройка вдоль северо-западной границы участка).
Станционный дом представляет собой одноэтажное, прямоугольное в плане здание. Объёмно-планировочная композиция здания симметрична. К прямоугольному в плане основному объёму, вытянутому вдоль дороги, со стороны двора примыкает Т-образная пристройка, соединённая с основным объёмом узким переходом с выходом во двор. Здание имеет два входа: главный (со стороны северо-восточного фасада) и «чёрный» (со стороны юго-восточного фасада).
Композиция главного фасада решена в 5 осей, которые объединены в единую композицию профилированным венчающим карнизом, сплошной подоконной горизонтальной тягой и оштукатуренным цоколем. Углы здания раскрепованы. Центральная ось с дверным проёмом главного входа, выделена ризалитом и парапетом, возвышающимся над венчающим карнизом. Навес над главным входом на массивных чугунных литых кронштейнах не сохранился. Под оконными проёмами, имеющими стрельчатое завершение, размещены филёнки. Оконные переплёты со сложным готическим рисунком расстекловки не сохранились. Дворовый фасад решён скромнее. Проёмы с клинчатыми перемычками, без декора. Боковые фасады глухие.
Крыша над основным объёмом утрачена, над ретирадой и крытым переходом стропильная система и кровельное покрытие находится в аварийном состоянии. Полы и перекрытия в основном объёме главного здания не сохранились, в объёме ретирады и крытой пристройки — частично сохранились, находятся в аварийном состоянии.
Наружные стены, толщиной 0,77 м, выложены из полнотелого керамического кирпича на известковом растворе, первоначально были оштукатурены и окрашены охрой. Внутренние стены, толщиной 0,5 м, сложены из полнотелого керамического кирпича на известковом растворе. Перегородка в объёме ретирады — деревянная дощатая, оштукатуренная по драни. По состоянию на 2023 год штукатурный слой на всех фасадах утрачен, сохранились отдельные фрагменты штукатурки на главном фасаде. Печи утрачены. 
Каменная ограда выложена из полнотелого керамического кирпича и оштукатурена, разделена на равные прясла выступающими из плоскости стены филёнчатыми пилонами готической формы. Горизонтальное членение представлено штукатурным цоколем и профилированной карнизной тягой, выступающими относительно прясла стены. Ограда завершена металлическим окрытием на два ската. Пилоны, также окрыты на два ската. По состоянию на 2023 год штукатурный слой и окрытие на большей части ограды утрачены, кирпичная кладка сильно деструктирована. Створы ворот не сохранились. Состояние каменной ограды — аварийное
В северо-западной части комплекса сохранилась служебная постройка — каменная одноэтажная жилая, с нежилым помещением. Крыша, перекрытия и внутренние деревянные перегородки постройки утрачены. Состояние постройки — аварийное.